# Пущине
46°21′ пн. ш. 16°22′ сх. д. / 46.35° пн. ш. 16.37° сх. д.
Пущине (хорв. Pušćine) — населений пункт у Хорватії, в Меджимурській жупанії у складі громади Неделище.

## Населення
Населення за даними перепису 2011 року становило 1289 осіб.
Динаміка чисельності населення поселення:

## Клімат
Середня річна температура становить 10,53 °C, середня максимальна – 24,93 °C, а середня мінімальна – -6,02 °C. Середня річна кількість опадів – 860 мм.
| Клімат поселення                              | Клімат поселення | Клімат поселення | Клімат поселення | Клімат поселення | Клімат поселення | Клімат поселення | Клімат поселення | Клімат поселення | Клімат поселення | Клімат поселення | Клімат поселення | Клімат поселення | Клімат поселення |
| Показник                                      | Січ.             | Лют.             | Бер.             | Квіт.            | Трав.            | Черв.            | Лип.             | Серп.            | Вер.             | Жовт.            | Лист.            | Груд.            |                  |
| Середній максимум, °C                         | 5,42             | 7,32             | 11,90            | 16,41            | 21,55            | 24,93            | 24,53            | 23,88            | 19,58            | 14,54            | 8,63             | 4,74             |                  |
| Середня температура, °C                       | −0,31            | 1,60             | 6,19             | 10,70            | 15,85            | 19,21            | 20,73            | 20,09            | 15,78            | 10,74            | 4,83             | 0,94             |                  |
| Середній мінімум, °C                          | −6,02            | −4,11            | 0,46             | 4,97             | 10,12            | 13,49            | 16,93            | 16,28            | 12,00            | 6,94             | 1,04             | −2,84            |                  |
| Норма опадів, мм                              | 42               | 45               | 56               | 68               | 72               | 99               | 88               | 93               | 84               | 80               | 76               | 57               |                  |
| Середньомісячна швидкість вітру, м/с          | 1.94             | 2.20             | 2.56             | 2.54             | 2.40             | 2.10             | 2.08             | 1.80             | 1.89             | 1.90             | 2.00             | 2.00             |                  |
| Середньомісячна сонячна радіація, кДж/м²·день | 4042             | 6736             | 10494            | 14903            | 18952            | 20843            | 21388            | 18703            | 13821            | 8647             | 4496             | 3237             |                  |
| --------------------------------------------- | ---------------- | ---------------- | ---------------- | ---------------- | ---------------- | ---------------- | ---------------- | ---------------- | ---------------- | ---------------- | ---------------- | ---------------- | ---------------- |
| Джерело:                                      |                  |                  |                  |                  |                  |                  |                  |                  |                  |                  |                  |                  |                  |